# Brian Ebersole
Brian Ebersole, né le 27 novembre 1980, est un pratiquant professionnel américain d'arts martiaux mixtes (MMA). Il a notamment combattu à l'UFC de 2011 à 2015.

## Carrière en MMA

### Distinctions
- Ultimate Fighting Championship
  - Combat de la soirée (27 février 2011 face à Chris Lytle).

## Palmarès en arts martiaux mixtes
| 71 combats     | 51 victoires | 18 défaites |
| Par KO         | 14           | 1           |
| Par soumission | 20           | 9           |
| Sur décision   | 17           | 8           |
| Égalités       | 1            | 1           |
| Sans décision  | 1            | 1           |

| Résultat      | Record      | Adversaire          | Méthode                                       | Événement                                         | Date              | Round | Temps | Lieu                                      | Notes                          |
| ------------- | ----------- | ------------------- | --------------------------------------------- | ------------------------------------------------- | ----------------- | ----- | ----- | ----------------------------------------- | ------------------------------ |
| Défaite       | 51-18-1 (1) | Steve Kennedy       | Décision unanime                              | HFS 6 - Ebersole vs. Kennedy                      | 24 juin 2016      | 3     | 5:00  | Melbourne, Victoria, Australie            |                                |
| Défaite       | 51-17-1 (1) | Omari Akhmedov      | TKO (blessure au genou)                       | UFC Fight Night 68: Boetsch vs. Henderson         | 6 juin 2015       | 1     | 5:00  | Nouvelle-Orléans, Louisiane, États-Unis   |                                |
| Victoire      | 51-16-1 (1) | John-Howard         | Décision partagée                             | UFC 178: Johnson vs. Cariaso                      | 27 septembre 2014 | 3     | 5:00  | Las Vegas, Nevada, États-Unis             |                                |
| Défaite       | 50-16-1 (1) | Rick Story          | Décision unanime                              | UFC 167: St-Pierre vs. Hendricks                  | 16 novembre 2013  | 3     | 5:00  | Las Vegas, Nevada, États-Unis             |                                |
| Défaite       | 50-15-1 (1) | James Head          | Décision partagée                             | UFC 149: Faber vs. Barao                          | 21 juillet 2012   | 3     | 5:00  | Calgary, Alberta, Canada                  |                                |
| Victoire      | 50-14-1 (1) | TJ Waldburger       | Décision unanime                              | UFC on FX 4: Maynard vs. Guida                    | 22 juin 2012      | 3     | 5:00  | Atlantic City, New Jersey, États-Unis     |                                |
| Victoire      | 49-14-1 (1) | Claude Patrick      | Décision partagée                             | UFC 140: Jones vs. Machida                        | 10 décembre 2011  | 3     | 5:00  | Toronto, Ontario, Canada                  |                                |
| Victoire      | 48-14-1 (1) | Dennis Hallman      | TKO (coups de coudes)                         | UFC 133: Evans vs. Ortiz                          | 6 août 2011       | 1     | 4:28  | Philadelphie, Pennsylvanie, États-Unis    |                                |
| Victoire      | 47-14-1 (1) | Chris Lytle         | Décision unanime                              | UFC 127: Penn vs. Fitch                           | 27 février 2011   | 3     | 5:00  | Sydney, Nouvelle-Galles du Sud, Australie | Combat de la soirée            |
| Victoire      | 46-14-1 (1) | Hamish Robertson    | TKO (coups de poing)                          | LGIOP: Van Diemen's Caged Mayhem                  | 29 janvier 2011   | 1     | NC    | Glenorchy, Tasmanie, Australie            |                                |
| Victoire      | 45-14-1 (1) | Carlos Newton       | Décision unanime                              | Impact FC 1: The Uprising: Brisbane               | 10 juillet 2010   | 3     | 5:00  | Brisbane, Queensland, Australie           |                                |
| Victoire      | 44-14-1 (1) | Martin van Staden   | Soumission (étranglement en triangle inversé) | Fight Force 5: Invasion                           | 15 avril 2010     | 3     | NC    | Johannesbourg, Afrique du Sud             |                                |
| Victoire      | 43-14-1 (1) | Ian James Schaffa   | Soumission (étranglement en triangle)         | XMMA 1: Xtreme MMA                                | 20 décembre 2009  | 2     | 2:34  | Sydney, Nouvelle-Galles du Sud, Australie |                                |
| Victoire      | 42-14-1 (1) | Jai Bradney         | Décision unanime                              | CWA: Staunch Cage Wars                            | 9 mai 2009        | 3     | 5:00  | Southport, Queensland, Australie          |                                |
| Victoire      | 41-14-1 (1) | Shannon Forrester   | KO (coup de pied à la tête)                   | XFC: Return of the Hulk                           | 14 mars 2009      | 1     | NC    | Perth, Australie-Occidentale, Australie   |                                |
| Victoire      | 40-14-1 (1) | Shane Nix           | TKO (blessure au genou)                       | CFC 6: Eliminator                                 | 7 novembre 2008   | 3     | 3:29  | Sydney, Nouvelle-Galles du Sud, Australie |                                |
| Défaite       | 39-14-1 (1) | Hector Lombard      | Soumission (coups de poing)                   | CFC 5: Cage Fighting Championships 5              | 12 septembre 2008 | 4     | 1:56  | Sydney, Nouvelle-Galles du Sud, Australie |                                |
| Victoire      | 39-13-1 (1) | Wade Henderson      | Soumission (étranglement en triangle)         | CFC 4: Cage Fighting Championships 4              | 23 mai 2008       | 1     | 1:25  | Sydney, Nouvelle-Galles du Sud, Australie |                                |
| Victoire      | 38-13-1 (1) | Dylan Andrews       | TKO (coups de poing)                          | CFC 3: Cage Fighting Championships 3              | 15 février 2008   | 2     | 4:26  | Sydney, Nouvelle-Galles du Sud, Australie |                                |
| Victoire      | 37-13-1 (1) | Gordon Graff        | Décision unanime                              | KOTC: King of the cage Perth                      | 5 octobre 2007    | 2     | 5:00  | Perth, Australie-Occidentale, Australie   |                                |
| Victoire      | 36-13-1 (1) | Jon Valuri          | Décision unanime                              | Shooto Australia: Superfight Australia 1          | 26 mai 2007       | 2     | 5:00  | Perth, Australie-Occidentale, Australie   |                                |
| Défaite       | 35-13-1 (1) | Alex Schoenauer     | Décision partagée                             | IFL: International Fight League Los Angeles       | 17 mars 2007      | 3     | 4:00  | Los Angeles, Californie, États-Unis       |                                |
| Victoire      | 35-12-1 (1) | David Frendin       | TKO (arrêt du médecin)                        | XFC 13: Global Warfare                            | 10 novembre 2006  | 2     | NC    | Logan City, Queensland, Australie         |                                |
| Défaite       | 34-12-1 (1) | Kyle Noke           | Décision majoritaire                          | XFC 12: Oktoberfist                               | 13 octobre 2006   | 5     | 5:00  | Sydney, Nouvelle-Galles du Sud, Australie | Pour le titre XFC poids moyens |
| Sans décision | 34-11-1 (1) | Shannon Ritch       | Sans décision                                 | FCP: Malice at Cow Palace                         | 9 septembre 2006  | 1     | 3:46  | San Francisco, Californie, États-Unis     |                                |
| Victoire      | 34-11-1     | Andrew Varney       | Décision unanime                              | LOF 8: Legends of Fighting 8                      | 28 juillet 2006   | 3     | 5:00  | Indianapolis, Indiana, États-Unis         |                                |
| Victoire      | 33-11-1     | Alex Serdyukov      | Décision unanime                              | ICFO 1: Stockton                                  | 13 mai 2005       | 3     | 5:00  | Stockton, Californie, États-Unis          |                                |
| Victoire      | 32-11-1     | Matt Horwich        | Décision unanime                              | Strikeforce: Shamrock vs. Gracie                  | 11 février 2005   | 3     | 5:00  | San José, Californie, États-Unis          |                                |
| Victoire      | 31-11-1     | Andy Foster         | Décision unanime                              | FT 6: Full Throttle 6                             | 11 février 2005   | 3     | 5:00  | Atlanta, Géorgie, États-Unis              |                                |
| Défaite       | 30-11-1     | Masanori Suda       | Soumission (étranglement arrière)             | Shooto: 1/29 in Korakuen Hall                     | 29 janvier 2005   | 3     | 2:59  | Tokyo, Japon                              |                                |
| Victoire      | 30-10-1     | Gordon Kalimic      | Soumission (étranglement en triangle)         | MMA Mexico: Day 1                                 | 17 décembre 2004  | 1     | NC    | Juárez, État de Chihuahua, Mexique        |                                |
| Défaite       | 29-10-1     | John Renken         | Décision unanime                              | FFC 12: Freestyle Fighting Championships 12       | 24 septembre 2004 | 3     | 5:00  | Indiana, États-Unis                       |                                |
| Victoire      | 29-9-1      | Nick Thompson       | TKO (coups de poing)                          | FFC 12: Freestyle Fighting Championships 12       | 24 septembre 2004 | 1     | NC    | Indiana, États-Unis                       |                                |
| Défaite       | 28-9-1      | Ed Herman           | Soumission (étranglement en triangle)         | SF 5: Stadium                                     | 28 août 2004      | 2     | NC    | Gresham, Oregon, États-Unis               |                                |
| Victoire      | 28-8-1      | Alexei Veselovzorov | TKO (coups de poing)                          | Euphoria: Russia vs USA                           | 13 mars 2004      | 3     | 2:26  | Atlantic City, New Jersey, États-Unis     |                                |
| Victoire      | 27-8-1      | Todd Carney         | Décision unanime                              | King of the Rockies 1                             | 3 janvier 2004    | 4     | 5:00  | Fort Collins, Colorado, États-Unis        |                                |
| Victoire      | 26-8-1      | Shane Tate          | TKO (Poings)                                  | EP: XXXtreme Impact                               | 28 décembre 2003  | 1     | 1:38  | Tijuana, Basse-Californie, Mexique        |                                |
| Victoire      | 25-8-1      | Emanuel Newton      | TKO (coups de poing)                          | CFM: Ultimate Fighting Mexico                     | 15 novembre 2003  | 4     | NC    | Monterrey, Nuevo León, Mexique            |                                |
| Égalité       | 24-8-1      | Brad Lynde          | Égalité                                       | FCC 12: Freestyle Combat Challenge 12             | 18 octobre 2003   | 2     | 5:00  | Racine, Wisconsin, États-Unis             |                                |
| Victoire      | 24-8        | Chris Fontaine      | Décision unanime                              | CFM: Octogono Extremo                             | 27 septembre 2003 | 3     | 4:00  | Monterrey, Nuevo León, Mexique            |                                |
| Défaite       | 23-8        | Tony Fryklund       | Soumission (clé de cheville)                  | Dangerzone 17: Dakota Destruction                 | 12 avril 2003     | 2     | 4:37  | New Town, Dakota du Nord, États-Unis      |                                |
| Victoire      | 23-7        | David Harris        | Décision unanime                              | CFM: Cage Fighting Monterrey                      | 30 janvier 2003   | 3     | 5:00  | Monterrey, Nuevo León, Mexique            |                                |
| Victoire      | 22-7        | Shannon Ritch       | TKO (coups de poing)                          | CFM: Ultimate Fighting                            | 26 octobre 2002   | 1     | 3:40  | Monterrey, Nuevo León, Mexique            |                                |
| Défaite       | 21-7        | Bret Bergmark       | Decision partagée                             | UA 4: King of the Mountain                        | 28 septembre 2002 | 3     | 5:00  | Auberry, Californie, États-Unis           |                                |
| Victoire      | 21-6        | Tom Martini         | Soumission (coups de poing)                   | UW: Minnesota                                     | 7 septembre 2002  | 1     | NC    | Fridley, Minnesota, États-Unis            |                                |
| Victoire      | 20-6        | Rene Hernandez      | Soumission (étranglement en triangle)         | MMA: Cuando Hierve la Sangre                      | 31 août 2002      | 2     | NC    | Monterrey, Nuevo León, Mexique            |                                |
| Victoire      | 19-6        | Shane Schartzer     | Soumission (clé de bras)                      | MMA: Cuando Hierve la Sangre                      | 31 août 2002      | 1     | NC    | Monterrey, Nuevo León, Mexique            |                                |
| Victoire      | 18-6        | Joel Blanton        | TKO (coups de poing)                          | UW: Minnesota                                     | 24 août 2002      | 1     | 4:00  | Minneapolis, Minnesota, États-Unis        |                                |
| Victoire      | 17-6        | Dan Hart            | Soumission (étranglement)                     | CR 4: Cage Rage 4                                 | 17 août 2002      | 1     | 1:48  | Kokomo, Indiana, États-Unis               |                                |
| Victoire      | 16-6        | Nathan McCabe       | TKO (coups de poing)                          | Revolution Fighting Championship 1: The Beginning | 13 juillet 2002   | 1     | 2:15  | Las Vegas, Nevada, États-Unis             |                                |
| Victoire      | 15-6        | Desmond Peterson    | Soumission                                    | BEFC 2: Big Easy Fighting 2                       | 28 juin 2002      | 1     | NC    | Nouvelle-Orléans, Louisiane, États-Unis   |                                |
| Victoire      | 14-6        | Rich Guerin         | Decision                                      | CLM 2: Combate Libre Mexico 2                     | 26 avril 2002     | NC    | NC    | Mexico, État de Mexico, Mexique           |                                |
| Victoire      | 13-6        | Edwin Aguilar       | Soumission (étranglement arrière)             | CLM 2: Combate Libre Mexico 2                     | 26 avril 2002     | NC    | NC    | Mexico, État de Mexico, Mexique           |                                |
| Victoire      | 12-6        | Chris Gates         | Soumission (clé de bras)                      | CLM 2: Combate Libre Mexico 2                     | 26 avril 2002     | NC    | NC    | Mexico, État de Mexico, Mexique           |                                |
| Défaite       | 11-6        | Jay Massey          | Soumission (étranglement arrière)             | TCC: Battle of the Badges                         | 13 avril 2002     | 1     | NC    | Hammond, Indiana, États-Unis              |                                |
| Victoire      | 11-5        | Jamie Schell        | KO (coups de poing)                           | UW: Horn vs Wikan                                 | 2 mars 2002       | 2     | 0:43  | Minnesota, États-Unis                     |                                |
| Victoire      | 10-5        | Josh Mueller        | Soumission (étranglement arrière)             | UW: Battle for the Belts                          | 2 mars 2002       | 1     | 0:37  | Minnesota, États-Unis                     |                                |
| Défaite       | 9-5         | Kerry Schall        | Soumission (clé de genou)                     | UW: Battle for the Belts                          | 8 décembre 2001   | 1     | 3:15  | Fridley, Minnesota, États-Unis            |                                |
| Victoire      | 9-4         | Mark Lowry          | Soumission (étranglement en triangle)         | UW: Battle for the Belts                          | 8 décembre 2001   | 1     | 3:22  | Fridley, Minnesota, États-Unis            |                                |
| Défaite       | 8-4         | Stephan Bonnar      | Soumission (étranglement en guillotine)       | IHC 3: Exodus                                     | 10 novembre 2001  | 1     | 0:51  | Hammond, Indiana, États-Unis              |                                |
| Victoire      | 8-3         | Eric Zent           | Soumission (étranglement)                     | CR 3: Cage Rage 3                                 | 20 octobre 2001   | 2     | 1:00  | Kokomo, Indiana, États-Unis               |                                |
| Victoire      | 7-3         | Ed Meyers           | Soumission (étranglement)                     | CR 3: Cage Rage 3                                 | 20 octobre 2001   | 1     | 3:36  | Kokomo, Indiana, États-Unis               |                                |
| Défaite       | 6-3         | Adrian Serrano      | Soumission (étranglement arrière)             | TCC: Total Combat Challenge                       | 29 septembre 2001 | 1     | 5:10  | Hammond, Indiana, États-Unis              |                                |
| Victoire      | 6-2         | Darrell Smith       | Soumission (clé de bras)                      | FFCC: Finke's Full Contact Challenge              | 21 mai 2001       | 2     | NC    | Highland, Indiana, États-Unis             |                                |
| Victoire      | 5-2         | Josh Hoover         | Soumission (écrasement)                       | FFCC: Finke's Full Contact Challenge              | 21 mai 2001       | 3     | NC    | Highland, Indiana, États-Unis             |                                |
| Victoire      | 4-2         | Eddie Sanchez       | Décision unanime                              | FFCC: Finke's Full Contact Challenge              | 30 avril 2001     | 2     | 5:00  | Highland, Indiana, États-Unis             |                                |
| Défaite       | 3-2         | Jay Massey          | Soumission                                    | MMA: Invitational 4                               | 18 novembre 2000  | 1     | 1:22  | Hammond, Indiana, États-Unis              |                                |
| Victoire      | 3-1         | Jeremy Morrison     | Soumission (clé de bras)                      | FFCC: Finke's Full Contact Challenge              | 28 juillet 2000   | 1     | NC    | Highland, Indiana, États-Unis             |                                |
| Victoire      | 2-1         | Enrique Lowe        | Soumission (clé de bras)                      | FFCC: Finke's Full Contact Challenge              | 16 juin 2000      | 1     | 3:50  | Highland, Indiana, États-Unis             |                                |
| Victoire      | 1-1         | Jose Garcia         | Soumission (étranglement arrière)             | TCC: Total Combat Challenge                       | 10 juin 2000      | 1     | NC    | Chicago, Illinois, États-Unis             |                                |
| Défaite       | 0-1         | Chris Albandia      | Décision                                      | TCC: Total Combat Challenge                       | 24 février 2000   | 1     | 10:00 | N/A                                       |                                |